# STS-134
STS-134  a fost penultima misiune a programului NASA Space Shuttle. Misiunea a fost a 134-a și a reprezentat zborul final al Navetei Spatiale Endeavour.

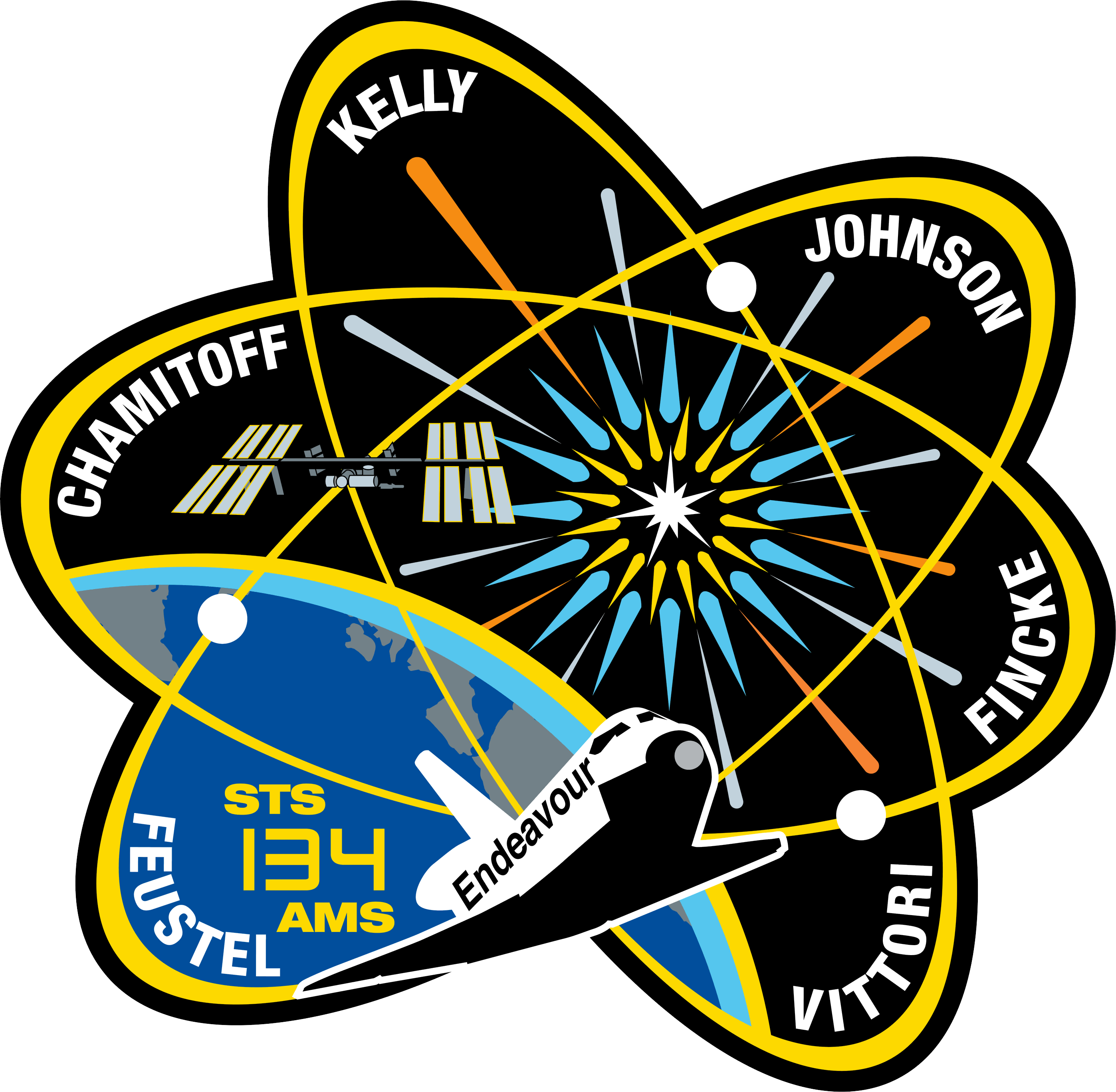
Sigla misiunii